# Shay (rapper)
Shay, pseudonimo di Vanessa Lesnicki (Bruxelles, 16 agosto 1990), è una rapper belga.

## Biografia
Nata nella capitale belga da padre d'origine polacca e da madre d'origine congolese, Shay è cresciuta fra i comuni di Molenbeek-Saint-Jean e Saint-Josse-ten-Noode. È la nipote del cantante congolese Tabu Ley Rochereau, il primo artista di colore ad esibirsi al teatro Olympia di Parigi nel 1970, che l'ha soprannominata Shay, nome che in lingua yanzi significa "colei che porta la luce".
Nel 2011 è stata notata dal rapper francese Booba, che l'ha invitata a collaborare sulla traccia Cruella inclusa nel suo mixtape Autopsie Vol. 4. Nel 2014 Booba ha fondato l'etichetta discografica 92.i, e ha messo Shay sotto contratto.
Il singolo che ha lanciato la carriera di Shay, PMW, è uscito nell'estate del 2016. È stato certificato disco di platino in Francia con oltre 130 000 copie vendute. L'album di debutto della rapper, Jolie garce, è uscito nel successivo dicembre e ha raggiunto il 48º posto nella classifica francese e il 60º nella regione francofona del Belgio. Ha venduto oltre 50 000 copie in Francia, dove è stato certificato disco d'oro; sono stati certificati disco d'oro anche due singoli estratti dall'album, Cabeza e Thibaut Courtois.
Shay è tornata nel 2019 con i singoli Cocorico e Notif, che hanno anticipato il suo secondo album Antidote, pubblicato a maggio. Il disco ha debuttato al 5º posto in Francia, al 15º in Belgio e al 43º in Svizzera.

## Discografia

### Album in studio
- 2016 – Jolie garce
- 2019 – Antidote
- 2024 – Pourvu qu'il pleuve

### Singoli
- 2013 – Perpétuité
- 2014 – Autour du nine
- 2015 – Par habitude
- 2015 – XCII
- 2016 – 1200
- 2016 – PMW
- 2016 – Biche
- 2016 – Cabeza
- 2016 – Thibaut Courtois
- 2018 – Jolie
- 2019 – Cocorico
- 2019 – Notif
- 2019 – Liquide (feat. Niska)